# World U-17 Hockey Challenge 2004
Die World U-17 Hockey Challenge 2004 war die zwölfte Austragung der World U-17 Hockey Challenge, einem Eishockeyturnier für Nachwuchs-Nationalmannschaften der Altersklasse U17. Vom 29. Dezember 2003 bis zum 4. Januar 2004 fand der Wettbewerb in St. John’s und Mount Pearl in der kanadischen Provinz Neufundland und Labrador statt. Die Goldmedaille gewann zum fünften Mal das Team Canada Ontario, das sich im Finale gegen das Team Canada Pacific durchsetzte.

## Modus
Die zehn Teilnehmer wurden in zwei Gruppen mit je fünf Mannschaften eingeteilt. In der Gruppenphase spielte jedes Team einmal gegen alle anderen Gruppenteilnehmer und absolvierte somit vier Spiele. Die jeweiligen Gruppenersten und -zweiten qualifizierten sich für das Halbfinale, das ebenso wie das Finale als K.-o.-Spiel ausgetragen wurde.

## Austragungsorte
| St. John’s |

| Mount Pearl |

| St. John’s |

| Mount Pearl |

## Gruppenphase

### Gruppe A
| 29. Dezember 2003 15:30 Uhr (Ortszeit) | Slowakei Tomáš Marcinko (20:49) | 1:5 (0:2, 1:1, 0:2) Spielbericht | Vereinigte Staaten Phil Kessel (17:53) Jack Johnson (19:14) Nick Foligno (31:46) Nathan Gerbe (42:56) Ryan Stoa (54:14) | Mile One Stadium, St. John’s, Neufundland und Labrador |

| 29. Dezember 2003 19:30 Uhr | Canada Québec Francis Charland (15:04) Francis Charette (18:48) Francis Charette (20:46) Philippe Côté (41:09) | 4:7 (2:2, 1:3, 1:2) Spielbericht | Canada Atlantic Geoff Walker (0:40) Justin Saulnier (4:15) Daniel Ryder (32:24) Dean Ouellet (34:54) Jonathan Cameron (37:06) Daniel Ryder (42:31) Justin Saulnier (58:13) | Mile One Stadium, St. John’s, Neufundland und Labrador |

| 30. Dezember 2003 15:30 Uhr | Slowakei Dávid Skokan (10:13) Tomáš Marcinko (25:36) Michal Klejna (47:31) Dávid Buc (49:28) Marek Bartánus (53:15) | 5:1 (1:0, 1:0, 3:1) Spielbericht | Deutschland André Schietzold (51:07) | Mile One Stadium, St. John’s, Neufundland und Labrador |

| 30. Dezember 2003 19:30 Uhr | Canada Atlantic Tyler Hawes (11:14) Dean Ouellet (33:06) Dean Ouellet (35:12) | 3:10 (1:2, 2:5, 0:3) Spielbericht | Vereinigte Staaten Mark Mitera (0:40) Nathan Gerbe (12:35) Jimmy Fraser (27:55) Ryan Stoa (30:48) Nathan Lawrence (35:35) Jimmy Fraser (36:47) Nathan Lawrence (39:01) Nick Foligno (47:01) Nathan Gerbe (47:29) Chris Cahill (55:54) | Mile One Stadium, St. John’s, Neufundland und Labrador Zuschauer: 5.372 |

| 31. Dezember 2003 13:30 Uhr | Deutschland | 0:8 (0:1, 0:4, 0:3) Spielbericht | Canada Québec Jean-Philippe Paquet (3:56) Francis Paré (21:34) Francis Charette (36:05) Marc-André Côté (39:12) Marc-André Cliche (39:45) Jean-Philippe Paquet (50:32) Guillaume Latendresse (54:16) Jean-Philippe Paquet (57:30) | Mile One Stadium, St. John’s, Neufundland und Labrador |

| 31. Dezember 2003 17:30 Uhr | Canada Atlantic Jordan Clendenning (2:08) Daniel Ryder (13:01) Jordan Clendenning (15:36) Justin Saulnier (24:26) David Chubb (31:15) Chad Denny (37:12) | 6:4 (3:1, 3:1, 0:2) Spielbericht | Slowakei Marek Bartánus (11:19) Tomáš Marcinko (28:23) Jakub Drábek (49:58) Jakub Drábek (58:36) | Mile One Stadium, St. John’s, Neufundland und Labrador |

| 1. Januar 2004 15:30 Uhr | Canada Québec Derick Brassard (2:12) Marc-André Cliche (22:59) Guillaume Latendresse (31:12) Francis Paré (41:32) | 4:1 (1:0, 2:1, 1:0) Spielbericht | Vereinigte Staaten Nathan Gerbe (27:16) | Glacier Arena, Mount Pearl, Neufundland und Labrador |

| 1. Januar 2004 19:30 Uhr | Deutschland René Kramer (13:25) Matthias Potthoff (33:57) Philip Gogulla (45:42) Christoph Gawlik (55:01) Christoph Gawlik (59:04) | 5:3 (1:1, 1:1, 3:1) Spielbericht | Canada Atlantic David Chubb (4:12) Justin Saulnier (29:38) Daniel Ryder (53:59) | Glacier Arena, Mount Pearl, Neufundland und Labrador |

| 2. Januar 2004 15:30 Uhr | Vereinigte Staaten Phil Kessel (9:26) Jimmy Fraser (13:03) Nick Foligno (19:47) Phil Kessel (22:53) Scott Birnstill (27:39) Jack Skille (34:20) Jack Johnson (35:36) Phil Kessel (46:26) Jack Skille (51:24) Nick Foligno (53:32) Jason Lawrence (57:49) Zac MacVoy (58:08) | 12:1 (3:0, 4:1, 5:0) Spielbericht | Deutschland Sandro Schönberger (33:00) | Mile One Stadium, St. John’s, Neufundland und Labrador |

| 2. Januar 2004 19:30 Uhr | Canada Québec Marc-André Côté (3:20) Kris Letang (24:28) Guillaume Latendresse (59:22) Francis Charland (59:43) | 4:4 (1:1, 1:2, 2:1) Spielbericht | Slowakei Jakub Drábek (14:03) Tomáš Marcinko (35:13) Tomáš Marcinko (36:46) Marek Gatt (59:17) | Mile One Stadium, St. John’s, Neufundland und Labrador |

| Pl. |                    | Sp | S | U | N | Tore  | Punkte |
| 1.  | Vereinigte Staaten | 4  | 3 | 0 | 1 | 28:09 | 6      |
| 2.  | Canada Québec      | 4  | 2 | 1 | 1 | 20:12 | 5      |
| 3.  | Canada Atlantic    | 4  | 2 | 0 | 2 | 19:23 | 4      |
| 4.  | Slowakei           | 4  | 1 | 1 | 2 | 14:16 | 3      |
| 5.  | Deutschland        | 4  | 1 | 0 | 3 | 07:28 | 2      |

Abkürzungen: Pl. = Platz, Sp = Spiele, S = Siege (auch nach Verlängerung (Overtime) oder Penaltyschießen), U = Unentschieden, N = Niederlagen

Erläuterungen: Qualifikant für das Halbfinale

### Gruppe B
| 29. Dezember 2003 15:30 Uhr (Ortszeit) | Russland Witali Ljapunow (1:55) Jegor Scharkow (22:01) Igor Welitschkin (45:29) | 3:3 (1:1, 1:0, 1:2) Spielbericht | Canada Pacific Gilbert Brulé (6:34) Gilbert Brulé (54:53) Gilbert Brulé (57:22) | Glacier Arena, Mount Pearl, Neufundland und Labrador |

| 29. Dezember 2003 19:30 Uhr | Canada Ontario Kyle Lamb (7:13) Cal Clutterbuck (11:13) Steve Downie (18:02) Steve Downie (19:37) Ryan O’Marra (21:05) Bryan Little (42:03) Patrick McNeill (43:46) Andrew Cogliano (44:43) Rich Clune (51:52) | 9:2 (4:1, 1:1, 4:0) Spielbericht | Finnland Jonas Enlund (17:27) Perttu Lindgren (36:36) | Glacier Arena, Mount Pearl, Neufundland und Labrador |

| 30. Dezember 2003 15:30 Uhr | Russland Jegor Scharkow (4:55) Witali Ljapunow (14:46) Anton Kryssanow (23:11) Gennadi Tschurilow (24:21) Alexander Kutscherjawenko (42:58) Jegor Scharkow (55:07) | 6:2 (2:0, 2:2, 2:0) Spielbericht | Canada West Michael Kaye (25:02) Ryan Sawka (36:03) | Glacier Arena, Mount Pearl, Neufundland und Labrador |

| 30. Dezember 2003 19:30 Uhr | Finnland Joonas Koskinen (53:35) | 1:6 (0:0, 0:4, 1:2) Spielbericht | Canada Pacific Devin Setoguchi (23:55) Adam Hobson (26:33) Kris Fredheim (30:15) Nick Drazenovic (39:47) Jerrid Sauer (52:28) Brendan Mikkelson (55:14) | Glacier Arena, Mount Pearl, Neufundland und Labrador |

| 31. Dezember 2003 13:30 Uhr | Canada West Jordan Wilson (26:19) Tyler Dittmer (26:59) Michael Kaye (37:32) Tanner Gillies (39:13) Michael Kaye (43:54) | 5:6 (0:1, 4:2, 1:3) Spielbericht | Canada Ontario Steve Downie (2:28) Andrew Cogliano (26:33) Bryan Little (27:42) Cal Clutterbuck (45:13) Kyle Lamb (47:33) Andrew Cogliano (48:02) | Glacier Arena, Mount Pearl, Neufundland und Labrador |

| 31. Dezember 2003 17:30 Uhr | Finnland Mikko Lehtonen (12:53) Teemu Ramstedt (15:02) Mikko Lehtonen (35:57) | 3:5 (2:1, 1:1, 0:3) Spielbericht | Russland Alexander Bumagin (17:58) Andrei Grankin (28:31) Igor Makarow (48:14) Alexei Priwalow (49:21) Sergei Beljakow (58:22) | Glacier Arena, Mount Pearl, Neufundland und Labrador |

| 1. Januar 2004 15:30 Uhr | Canada Pacific Adam Hobson (23:46) Devin Setoguchi (29:55) Brock Bradford (30:10) Gilbert Brulé (35:11) Gilbert Brulé (45:43) | 5:5 (0:3, 4:1, 1:1) Spielbericht | Canada Ontario Ryan O’Marra (4:44) Andrew Cogliano (7:07) Jason Bailey (9:56) Chris Lawrence (22:05) Jason Bailey (43:34) | Mile One Stadium, St. John’s, Neufundland und Labrador |

| 1. Januar 2004 19:30 Uhr | Canada West Brock Trotter (37:09) Chris Durand (46:59) Jordan Wilson (50:01) | 3:10 (0:4, 1:6, 2:0) Spielbericht | Finnland Jarkko Hattunen (3:16) Mikko Lehtonen (5:35) Mikael Kurki (17:07) Ville Korhonen (18:24) Oskar Osala (23:28) Ville Korhonen (25:12) Antti Reijasalo (26:14) Jarkko Hattunen (27:55) Ville Korhonen (28:14) Jonas Enlund (37:57) | Mile One Stadium, St. John’s, Neufundland und Labrador |

| 2. Januar 2004 15:30 Uhr | Canada Pacific Devin Setoguchi (13:58) Brock Bradford (18:37) Jerrid Sauer (18:45) Gilbert Brulé (37:00) Gilbert Brulé (45:26) Adam Hobson (50:56) Ben Street (54:21) | 7:2 (3:1, 1:1, 3:0) Spielbericht | Canada West Codey Burki (15:56) Chris Durand (39:10) | Glacier Arena, Mount Pearl, Neufundland und Labrador |

| 2. Januar 2004 19:30 Uhr | Canada Ontario Ryan O’Marra (1:02) Bryan Little (22:12) Chris Lawrence (25:36) Bryan Little (25:59) Kyle Lamb (28:13) Chris Lawrence (34:33) | 6:0 (1:0, 5:0, 0:0) Spielbericht | Russland | Glacier Arena, Mount Pearl, Neufundland und Labrador |

| Pl. |                | Sp | S | U | N | Tore  | Punkte |
| 1.  | Canada Ontario | 4  | 3 | 1 | 0 | 26:12 | 7      |
| 2.  | Canada Pacific | 4  | 2 | 2 | 0 | 21:11 | 6      |
| 3.  | Russland       | 4  | 2 | 1 | 1 | 14:14 | 5      |
| 4.  | Finnland       | 4  | 1 | 0 | 3 | 16:23 | 2      |
| 5.  | Canada West    | 4  | 0 | 0 | 4 | 12:29 | 0      |

Abkürzungen: Pl. = Platz, Sp = Spiele, S = Siege (auch nach Verlängerung (Overtime) oder Penaltyschießen), U = Unentschieden, N = Niederlagen

Erläuterungen: Qualifikant für das Halbfinale

## Platzierungsspiele

### Spiel um Platz 9
| 3. Januar 2004 12:00 Uhr (Ortszeit) | Deutschland Christoph Gawlik (4:21) Sandro Schönberger (42:46) Christoph Gawlik (49:34) Thomas Pielmeier (58:58) Thomas Pielmeier (?) | 5:7 (1:3, 0:1, 4:3) Spielbericht | Canada West Derek Edwards (5:54) Brodie Dupont (8:18) Chris Durand (14:09) Chris Durand (37:45) Chris Durand (40:39) Chris Durand (55:51) Brock Trotter (59:46) | Mile One Stadium, St. John’s, Neufundland und Labrador |

### Spiel um Platz 7
| 3. Januar 2004 15:30 Uhr | Slowakei | 0:5 (0:3, 0:2, 0:0) Spielbericht | Finnland Jonas Enlund (0:29) Perttu Lindgren (1:04) Jarkko Hattunen (19:15) Jussi Peltomaa (23:50) Jarkko Hattunen (33:35) | Mile One Stadium, St. John’s, Neufundland und Labrador |

### Spiel um Platz 5
| 3. Januar 2004 15:30 Uhr | Russland Witali Ljapunow (13:43) Gennadi Tschurilow (15:17) Denis Istomin (42:05) Jegor Scharkow (45:04) Igor Makarow (59:13) | 5:2 (2:1, 0:1, 3:0) Spielbericht | Canada Atlantic Jordan Clendenning (16:42) Kenzie Sheppard (24:44) | Glacier Arena, Mount Pearl, Neufundland und Labrador |

## Finalrunde
|  | Halbfinale | Halbfinale         | Halbfinale |  |  | Finale | Finale         | Finale |
|  |            |                    |            |  |  |        |                |        |
|  |            |                    |            |  |  |        |                |        |
|  | A1         | Vereinigte Staaten | 4          |  |  |        |                |        |
|  | B2         | Canada Pacific     | 7          |  |  |        |                |        |
|  |            |                    |            |  |  | B2     | Canada Pacific | 2      |
|  |            |                    |            |  |  | B1     | Canada Ontario | 5      |
|  | B1         | Canada Ontario     | 2          |  |  |        |                |        |
|  | A2         | Canada Québec      | 1          |  |  |        |                |        |
|  |            |                    |            |  |  |        |                |        |

### Halbfinale
| 3. Januar 2004 19:30 Uhr (Ortszeit) | Canada Pacific Brock Bradford (6:37) Gilbert Brulé (10:11) Devin Setoguchi (18:39) Brock Bradford (22:21) Adam Hobson (35:16) Dustin Kohn (36:50) Adam Hobson (39:53) | 7:4 (3:1, 4:2, 0:1) Spielbericht | Vereinigte Staaten Phil Kessel (19:17) Nathan Gerbe (31:05) Nathan Gerbe (38:17) Jack Johnson (56:38) | Mile One Stadium, St. John’s, Neufundland und Labrador |

| 3. Januar 2004 19:30 Uhr | Canada Québec Francis Verreault-Paul (50:07) | 1:2 (0:2, 0:0, 1:0) Spielbericht | Canada Ontario Ryan Wilson (18:14) Ryan Wilson (19:02) | Glacier Arena, Mount Pearl, Neufundland und Labrador |

### Spiel um Platz 3
| 4. Januar 2004 14:00 Uhr | Canada Québec Guillaume Latendresse (17:45) Marc-André Côté (18:39) Philippe Côté (21:11) | 3:2 (2:1, 1:1, 0:0) Spielbericht | Vereinigte Staaten Phil Kessel (19:51) Nathan Gerbe (24:16) | Mile One Stadium, St. John’s, Neufundland und Labrador |

### Finale
| 4. Januar 2004 19:30 Uhr | Canada Ontario Andrew Cogliano (7:01) Kyle Lamb (20:50) Kevin Baker (33:47) Cal Clutterbuck (34:20) Kyle Lamb (50:15) | 5:2 (1:1, 3:0, 1:1) Spielbericht | Canada Pacific Brock Bradford (15:58) Kris Russell (55:08) | Mile One Stadium, St. John’s, Neufundland und Labrador |

### Sieger – Team Canada Ontario
| Sieger der World U-17 Hockey Challenge 2004 Team Canada Ontario | Torhüter: Kyle Gajewski, Jhase Sniderman Verteidiger: Wes Cunningham, Kyle Lamb, Patrick McNeill, Ryan Parent, Elgin Reid, Marc Staal, Ryan Wilson Angreifer: Jason Bailey, Kevin Baker, Cody Bass, Andrew Cogliano, Rich Clune, Cal Clutterbuck, Steve Downie, Gary Friesen, Bobby Hughes, Chris Lawrence, Bryan Little, Ryan O’Marra, Tony Rizzi Trainer: Bob Jones |

## Abschlussplatzierungen
| Pl. | Team               |
| --- | ------------------ |
| 1   | Canada Ontario     |
| 2   | Canada Pacific     |
| 3   | Canada Québec      |
| 4   | Vereinigte Staaten |
| 5   | Russland           |
| 6   | Canada Atlantic    |
| 7   | Finnland           |
| 8   | Slowakei           |
| 9   | Canada West        |
| 10  | Deutschland        |